# Muzeum Vincenta van Gogha

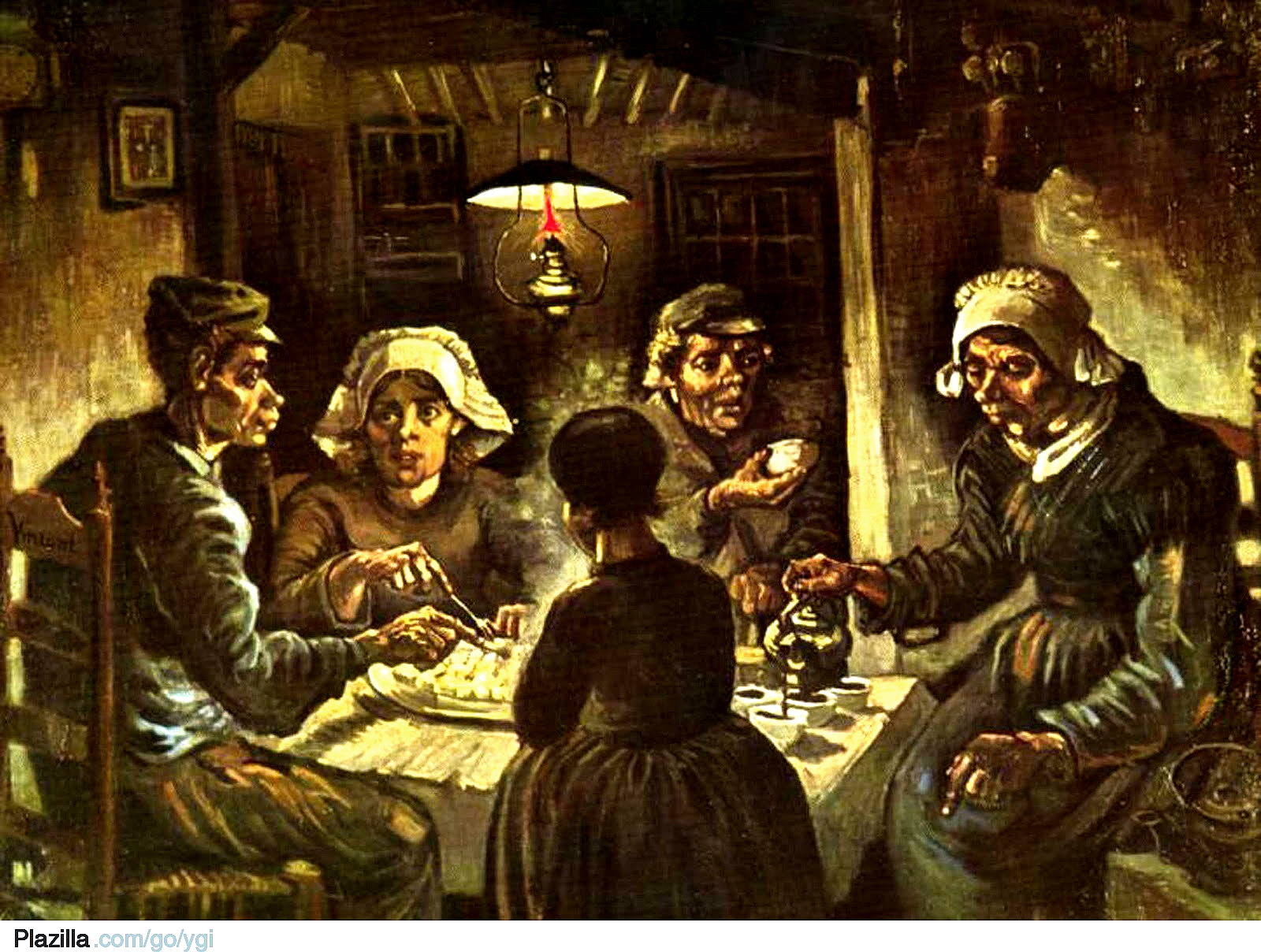
Jedzący kartofle, jedno z najcenniejszych dzieł sztuki eksponowanych w Muzeum van Gogha

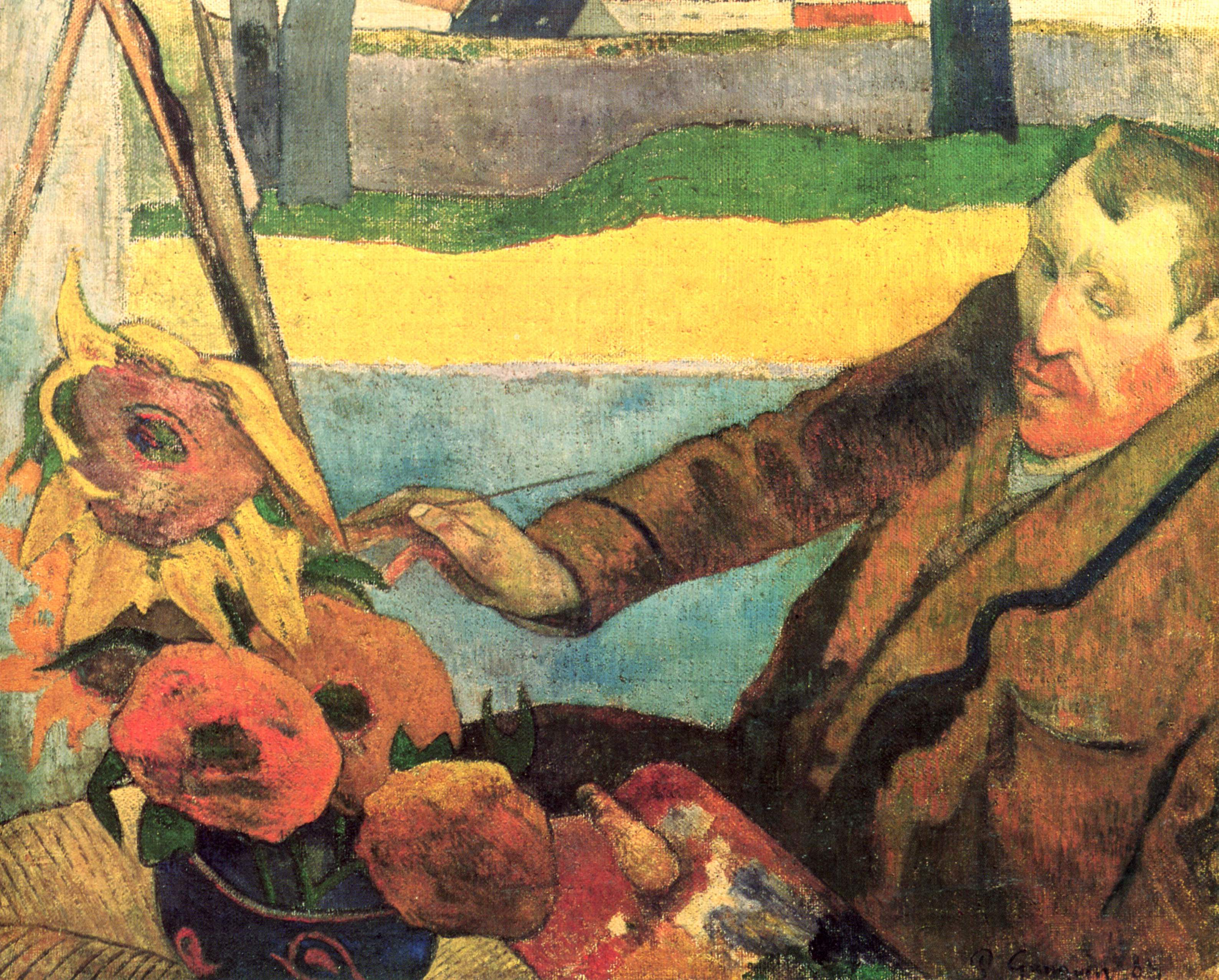
Portret van Gogha namalowany przez jego przyjaciela Paula Gauguina. Część stałej ekspozycji muzeum

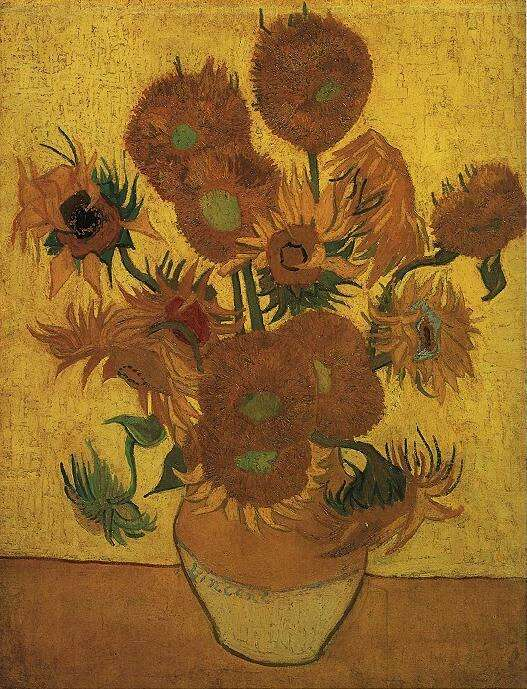
Martwa natura: wazon z piętnastoma słonecznikami to jedyny znajdujący się w posiadaniu Muzeum obraz, z liczącego ogółem siedem płócien cyklu Słoneczników van Gogha

Van Gogh Museum – muzeum w Amsterdamie (Holandia) poświęcone sztuce Vincenta van Gogha i czasom, w których żył. Aktualnie znajduje się tam ponad 200 obrazów mistrza, 500 jego rysunków i 700 listów; jest to największa taka kolekcja na świecie. Oprócz tego zgromadzono tam wiele innych związanych z nim pamiątek, m.in. fotografii i rzeczy osobistych. W muzeum podziwiać można także inne dzieła sztuki – prace przyjaciół malarza: m.in. Paula Gauguina, Toulouse-Lautreca oraz artystów, których van Gogh podziwiał, jak Léon Lhermitte i Jean-François Millet, organizowane są wystawy sztuki dziewiętnastowiecznej. Najstarsze eksponaty pochodzą z 1840, najmłodsze z roku 1920.
W bibliotece muzeum znajduje się ponad 24 000 książek i 4500 innych publikacji, takich jak katalogi wystawowe i artykuły prasowe. Do zbiorów włączono dziewiętnastowieczną kolekcję piśmiennictwa należącą do Arti et Amicitiae – amsterdamskiego stowarzyszenia artystów. Zasoby biblioteki wzbogacane są każdego roku o około 1000 publikacji.
Gmach Muzeum van Gogha został oddany do użytku w 1973, w 1999 został wyremontowany i częściowo przebudowany. Po dziesięciomiesięcznej renowacji otwarcia dokonała Beatrycze – królowa Holandii.

## Historia kolekcji
Trzon kolekcji stanowią dzieła sztuki należące pierwotnie do Theo van Gogha, młodszego brata Vincenta. Po jego śmierci odziedziczyła je wdowa po Theo – Johanna van Gogh-Bonger (1862-1925), a po jej śmierci Vincent Willem van Gogh (1890-1978), syn tej ostatniej. W 1962, dzięki staraniom władz holenderskich, kolekcję przekazano Fundacji Vincenta van Gogha. Fundacja oddała kolekcję do Muzeum van Gogha jako stały depozyt. Muzeum otwarte zostało w 1973, z czasem ekspozycję wzbogacano o kolejne, pozyskiwane na własność lub wypożyczane dzieła sztuki dziewiętnastowiecznej i eksponaty. W ostatnich latach zakupiono dzieła takich artystów jak: Claude Monet, Edouard Manet i Camille Pissarro.

## Najcenniejsze dzieła
Do najcenniejszych eksponatów znajdujących się w Muzeum van Gogha należą jego płótna: Jedzący kartofle, Pokój van Gogha w Arles, jeden obraz z cyklu Słoneczników oraz Pole pszenicy z krukami – obraz namalowany na krótko przed śmiercią Vincenta i przez wielu uważany za jego ostatni.
Oprócz prac Vincenta van Gogha wystawianych jest wiele obrazów innych sławnych malarzy.

## Organizacja
Muzeum van Gogha zlokalizowane jest w dwóch budynkach – budynku głównym (zaprojektowanym przez Gerrita Rietvelda, ukończonym przez partnerów) oraz dobudowanym „skrzydle wystawowym”, które jest dziełem Kisho Kurokawy. Budynek główny jest starszy (ukończony w 1973), pierwotnie mieściło się tam całe muzeum. Skrzydło wystawowe oddano do użytku dopiero w 1999 i od tego czasu w starym budynku znajduje się jedynie stała ekspozycja. W kompleksie znajdują się ponadto restauracja i sklep, przeznaczone dla odwiedzających. Kolejną atrakcją jest możliwość pogłębienia wiedzy o van Goghu i innych artystach – w sali przeznaczonej do prezentacji dostępne są książki i komputery z dostępem do internetu; instytucja prowadzi działalność naukowo-badawczą i edukacyjną. W bezpośrednim sąsiedztwie muzeum, w willi gdzie mieszkał niegdyś architekt Jan de Bie Leuveling Tjeenk (1885-1940), zlokalizowana jest biblioteka Muzeum van Gogha.
Z kompleksem wystawowym sąsiaduje biurowiec oddany na potrzeby administracji muzeum.

## Liczba odwiedzających
- 2004 – 1 338 105
- 2003 – 1 341 586
- 2002 – 1 592 771
- 2001 – 1 276 309
- 2000 – 1 312 204

Źródło: Amsterdam Institute for Business and Economic Research (ESI-VU).

## Kradzież dzieł z Muzeum van Gogha
W nocy z 7 na 8 grudnia 2002 skradziono z muzeum dwa obrazy van Gogha: Widok morza w Scheveningen (Zeegezicht bij Scheveningen) i Wyjście kongregacji z kościoła w Nuenen (Het uitgaan van de hervormde kerk te Nuenen).
Sprawcy kradzieży dostali się do budynku Muzeum przez dach. Na miejscu znaleziono wybite okno i linę długości 4,5 m. przywiązaną z tyłu budynku. Ochrona budynku i policja była zdumiona, że złodziejom udało się wtargnąć niezauważonym do budynku stale patrolowanego przez strażników, zaopatrzonego w kamery i czujniki wykorzystujące podczerwień.
Pierwszego ze złodziei schwytano 12 grudnia 2003 w Puerto Banus, luksusowej dzielnicy na przedmieściach Marbelli w Hiszpanii. Był to Octave Durham (31 lat), znany policji jako „Małpa” (The Monkey). Drugi ze sprawców kradzieży – Henk Bieslijn (31 lat) ujęty został w tym samym roku w Amsterdamie. 8 kwietnia 2005 złodzieje zostali skazani na odpowiednio 4,5 roku pozbawienia wolności i 4 lata pozbawienia wolności. Nakazano im również zapłacenie 350 000 euro odszkodowania. Orzeczenie oparto na dowodach w postaci śladów DNA pozostawionych na porzuconych przez włamywaczy czapce i kapeluszu. Sąd wziął również pod uwagę zeznania świadków.
Płótna zostały odzyskane podczas śledztwa prowadzonego przez włoską policję podatkowa i graniczną. Autentyczność dzieł została jednoznacznie potwierdzona i mają one być zwrócone muzeum. Kradzież obrazów Vincenta van Gogha uważana jest za jeden z największych współczesnych rabunków dzieł sztuki.
Kradzież dzieł z Muzeum van Gogha w Amsterdamie zbiegła się w czasie z drugą zuchwałą kradzieżą w Holandii – w tym samym tygodniu z wystawy z haskiego muzeum skradziono klejnoty warte 5 milionów dolarów. Rozbudziło to dyskusję na temat systemów zabezpieczeń stosowanych w muzeach.